# 長門湯本温泉
長門湯本温泉（ながと ゆもと おんせん）は、山口県北部（旧長門国）の長門市に存在する温泉地である。山口県を代表する温泉とされる「防長四湯」の1つに数えられる。

## 名称について
長門湯本温泉の正式名称は「長門」を冠しない「湯本温泉」である。例えば『全国温泉大事典』『帝国書院地図帳』などには「湯本（温泉）」と記載されている。しかしながら、公式ウェブサイトや一般社団法人長門市観光コンベンション協会では「長門湯本温泉」として紹介されている。
なお、第2次世界大戦前に刊行された鉄道院が編纂した『温泉案内』では「深川温泉」として紹介され、「長州第一の名湯だと云ふ」と記されている。

## 泉質
泉質は、アルカリ性単純泉である。
温泉評論家の郡司勇は、2020年に実施された改装の以前の共同浴場「恩湯（おんとう）」に入浴し、源泉が「ややヌル目のまま利用されており感動した。名湯の名に恥じない良い湯である。」との感想を記した。改装後の「恩湯」は純温泉協会により「純温泉」に認定されている。石川理夫著『本物の名湯ベスト100』では山口県で唯一選ばれ、第67位にランクインしている。

## 温泉街

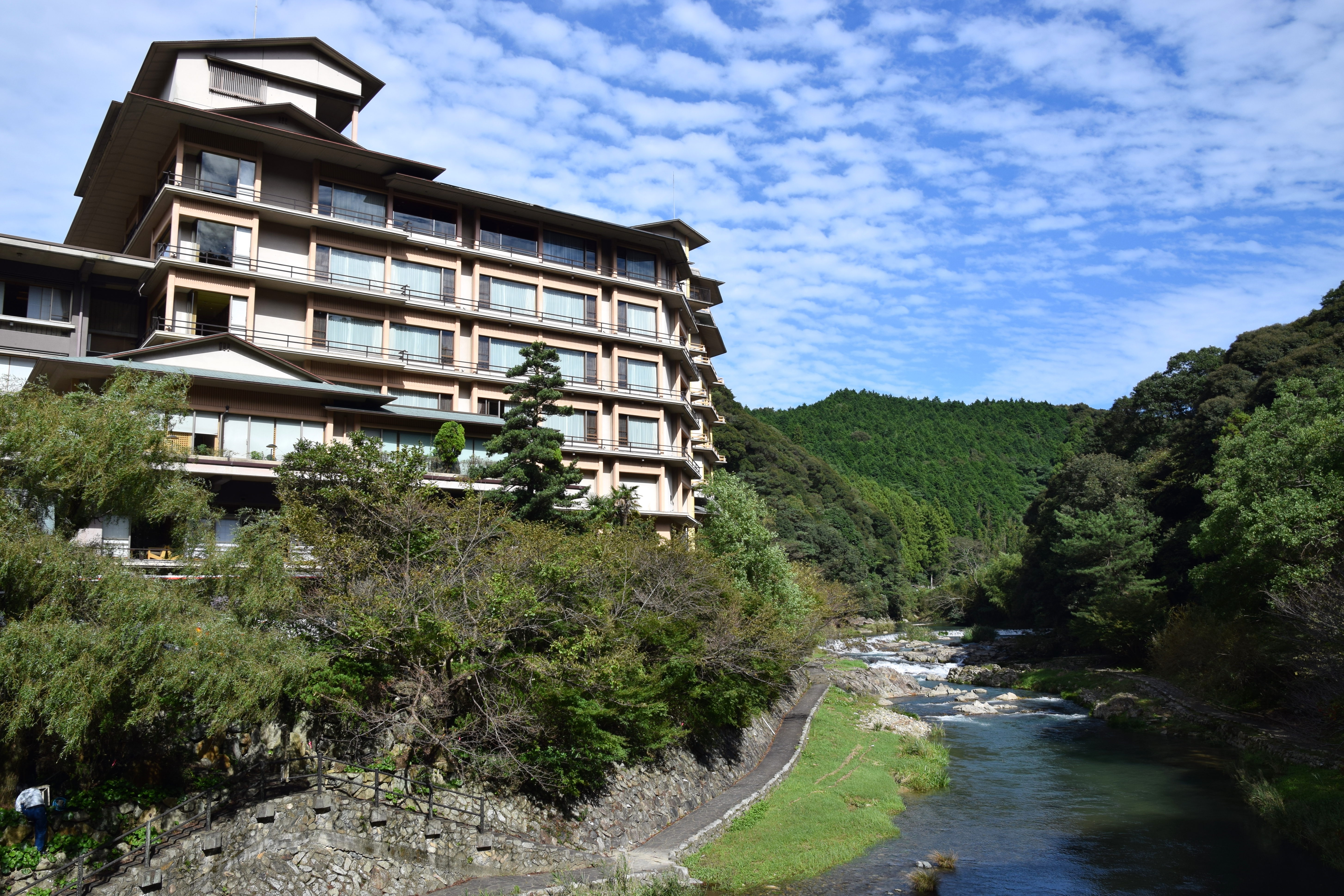
大谷山荘（長門湯本温泉）

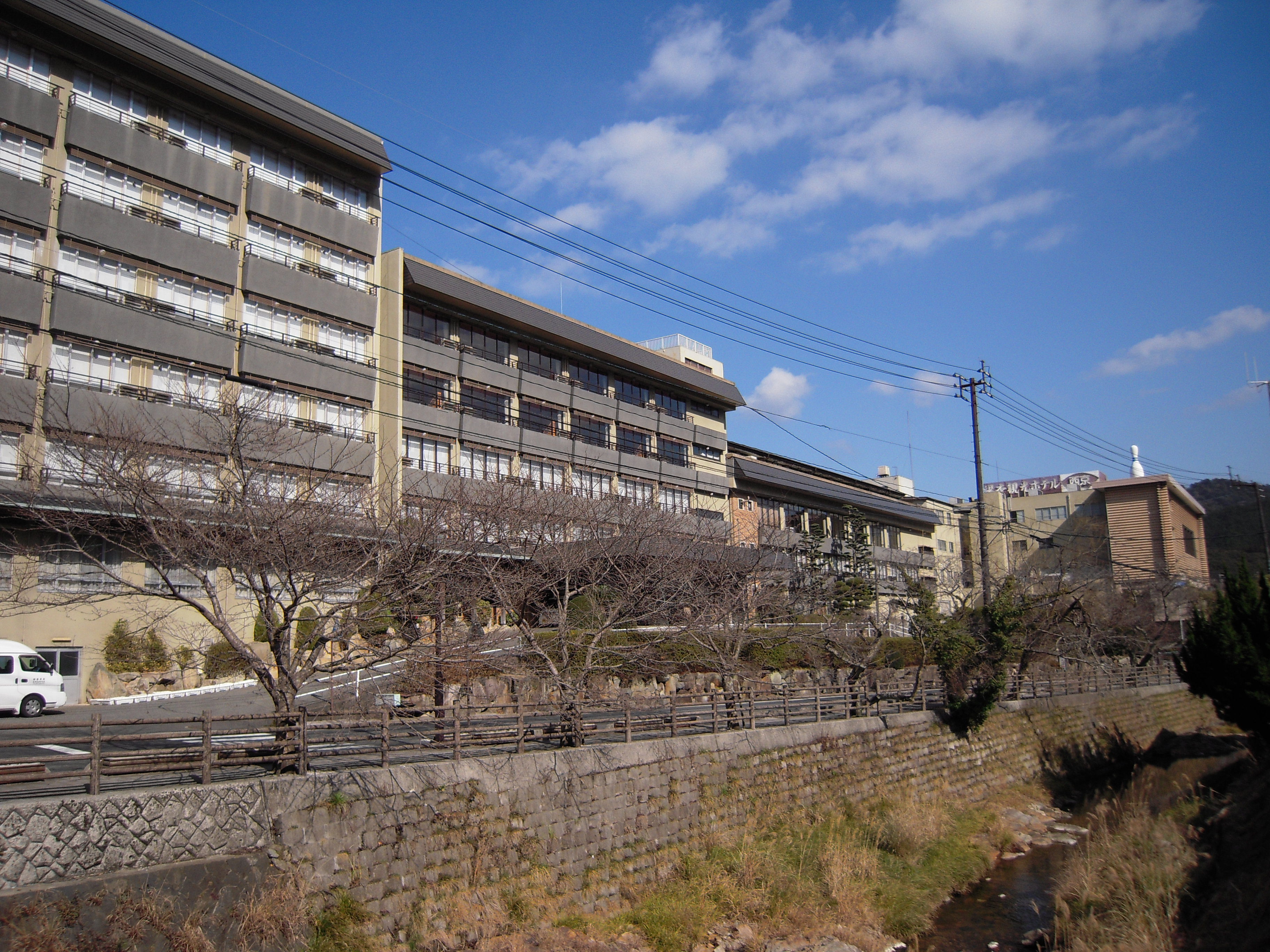
湯本観光ホテル西京

音信川（おとずれがわ）沿いに温泉街が形成されており、2023年11月時点で12軒の旅館・ホテルが存在する。音信川沿いには遊歩道が整備されており、川沿いの公園には足湯が存在する。
共同浴場は「恩湯」の他に「礼湯（れいとう）」も有ったが、後者は2019年3月末に閉業した。恩湯は改装前は、瓦屋根に「湯本温泉」と表示された大きなネオンサインが掲げられていた点が特徴であった。2020年3月に恩湯がリニューアルオープンし、源泉が岩盤から流れ出す様子を眺められる新たな浴場が利用できるようになった。
山口市の湯田温泉と並び、山口県を訪れる団体観光客の主要な宿泊地として利用されている。宿泊施設の中で大谷山荘は、日本温泉遺産を守る会により温泉遺産（源泉かけ流し風呂）に認定されている。
「恩湯」と旅館「別邸 音信」は、松田忠徳による「お薦めの宿＆共同湯200選」にリストアップされている。また「別邸 音信」は、石井宏子による「最高のスパに身を委ねる宿8軒」にも選ばれている。

## 温泉街再生への取り組み
地元官民と山口フィナンシャルグループ（FG）、外部資本が連携して、廃業・老朽化した宿泊施設の建て替え、回遊性を高める街づくりなどが進められている。街づくり会社として長門湯本温泉まち株式会社が発足し、山口FGは民間都市開発推進機構などと「長門湯本温泉まちづくりファンド」を、県外企業と旅館再生会社を設立した。
また、2014年に経営破綻した旅館跡には、星野リゾートが高級旅館「界」を建設し、温泉郷全体の再生に取り組むという協定を、2016年に長門市と締結した。一方で、同じく2016年に長門市は、星野リゾートとの協力を含めて『長門湯本温泉観光まちづくり計画』を策定した。2020年3月に「星野リゾート界 長門」がオープンした。観光まちづくりプロジェクトとして2020年度土木学会デザイン賞、グッドデザイン賞を受賞した。

## 歴史
開湯は室町時代の1427年である。当地の大寧寺の住職が、住吉大明神の神託によって発見したとされる。開湯時に発見したとされる源泉は、現在も湧出し、同寺が所有している。
江戸時代には、長州藩の藩主も湯治に訪れた。
近代になり日本で鉄道の敷設が開始されてから美祢線に長門湯本駅が開業し、交通の便が良くなった。この影響で浴客の数も増えたため、「恩湯」「礼湯」以外の浴場が開かれていった。
日本各地に存在する「湯本温泉」と共同で「ゆもと湯けむり5名湯」という宿泊スタンプラリーを定期的に開催している。

## アクセス

### 鉄道
最寄り駅はJR西日本美祢線長門湯本駅。ただし、2023年6月の豪雨被災による美祢線運休のため、バス代行中。

### バス

#### 路線バス・乗合タクシー
サンデン交通が運行するバスの下関駅・小月駅から青海島（大泊）行き、または長門市駅・仙崎駅から下関駅行き・俵山温泉行きに乗車し、いずれも「長門湯本温泉」下車（温泉街再生事業にあたって、恩湯の上にバス停を移設した）。
山陽新幹線が発着する新山口駅とは乗合タクシーが結んでいるほか、山口宇部空港の期間限定予約制乗合タクシーが運行されている。

#### 高速バス
福岡市と長門湯本温泉を結ぶ西日本鉄道の昼行高速バス「おとずれ号」が運行されている。

#### 自家用車・貸切バス
中国自動車道の美祢ICから国道435号経由国道316号で約30分間。